# Сет Роґен
Сет Аарон Роґен (англ. Seth Aaron Rogen, МФА: [/ˈroʊɡən/]; нар. 15 квітня 1982, Ванкувер) — канадський і американський комік, сценарист, режисер і продюсер єврейського походження.

## Життєпис
Народився і провів своє дитинство в Ванкувері, у єврейській сім'ї з українським та американським корінням. Мати Сенді Білогусь — соціальний працівник, батько Марк Роґен — помічник директора єврейської громадської організації Робоче коло (їд. דער אַרבעטער-רינג). У Сета є старша сестра Даня (Danya), яка також займається роботою в соціальній сфері.
Єврей за походженням, Сет Роґен закінчив початкову школу Талмуд Тора, а також відвідував середню школу Point Grey Secondary School. Не закінчивши її, став зніматися в телесеріалі «Диваки і навіжені», режисером якого був Джадд Апатоу. Знімається в кіно з 13 років. Його першими роботами стали кілька комедійних молодіжних фільмів.

## Кар'єра
Його першою зоряною роллю стала роль в телесеріалі «Диваки і навіжені», що вийшов в 1999 році. Наступною його роботою став серіал «Хто не визначився». Працюючи над цим проектом, актор навіть написав сценарії декількох його серій. У 2001 році Сет Роґен зіграв епізодичні ролі в картинах «Донні Дарко» і «Затока Доусона». У 2008 році Сет Роґен отримав премію за сценарій картини «Суперперці».
Одними з останніх робіт Сета Рогена як актор і актора озвучення стали фільми: «Шрек Третій», «Трішки вагітна», «Суперперці», «Спайдервік: Хроніки», « Хортон», «Кунг-фу Панда», «Ананасовий експрес», «Зак і Мірі знімають порно», «Фанати».
У 2011 році вийшов супергеройський комедійний бойовик «Зелений шершень», де Роген грає головну роль Брітта Ріда. Одночасно Сет виступив ініціатором і другим сценаристом фільму.
У 2013 році він дебютував як режисер разом з Еваном Ґолдберґом (фільм «Це кінець»).

### Нагороди
У 2005 році він був номінований на премію «Еммі» в категорії «Кращий сценарій до комедійної програми». Роґен писав сценарії для останнього сезону «Шоу Алі Джі». У 2006 році він був номінований на премію «MTV Movie Awards» в категорії «Краща екранна команда» зі своєю картиною «Сорокалітній незайманий».

## Вибрана фільмографія
| Роки      | Назва                     | Оригінальна                  | Роль                                    | Примітки       |
| --------- | ------------------------- | ---------------------------- | --------------------------------------- | -------------- |
| 2024      | Панда Кунг-Фу 4           | Kung Fu Panda 4              | Майстер Богомол                         | голос          |
| 2023      | Супербрати Маріо          | Super Mario Bros: The Movie  | Донкі Конг                              | голос          |
| 2023      | Павутиння                 | Cobweb                       | продюсер                                |                |
| 2022      | Фабельмани                | The Fabelmans                | Бенні Лоуї                              |                |
| 2021      | Корпорація Санти          | Santa Inc.                   | Санта-Клаус                             | голос          |
| 2021      | Невразливий               | Invincible                   | Аллен                                   | голос, 2 серії |
| 2020      | Американський огірочок    | An American Pickle           | Гершель Грінбаум/Бен Грінбаум           |                |
| 2019      | Король Лев                | The Lion King                | Пумба                                   | голос          |
| 2019      | Божевільна парочка        | Long Shot                    | Фред Фларскі                            |                |
| 2017-2019 | Людина майбутнього        | Future Man                   | Сьюзанн                                 | серіал         |
| 2017      | Горе-творець              | The Disaster Artist          | Сенді Шклейр                            |                |
| 2016      | Повний розковбас          | Sausage Party                | Френк, сосиска                          | голос          |
| 2016      | Сусіди 2                  | Neighbors 2: Sorority Rising | Мак Реднер                              |                |
| 2016      | Панда Кунг-Фу 3           | Kung Fu Panda 3              | Майстер Богомол                         | голос          |
| 2015      | Стів Джобс                | Steve Jobs                   | Стів Возняк                             |                |
| 2015      | Ніч перед похміллям       | The Night Before             | Ісаак Ґрінберґ                          |                |
| 2014      | Інтерв'ю                  | The Interview                | Аарон Раппапорт                         |                |
| 2014      | Сусіди                    | Neighbors                    | Мак Реднер                              |                |
| 2014      | Мачо і ботан 2            | Jump Street 22               | Мортон Шмідт (сцена після титрів)       |                |
| 2013      | Це кінець                 | This is The End              |                                         |                |
| 2011      | Зелений шершень           | The Green Hornet             | Брітт Рід / Зелений Шершень             |                |
| 2011      | 50/50                     | 50/50                        | Кайл Гірронс                            |                |
| 2011      | Панда Кунг-Фу 2           | Kung Fu Panda 2              | Майстер Богомол                         | голос          |
| 2011      | Прибулець Павло           | Paul                         | Павло                                   |                |
| 2009      | Приколісти                | Funny People                 | Айра Райт                               |                |
| 2009      | Монстри проти чужих       | Monsters vs. Aliens          | Б. О. Б. (Бензоат Остилізин Бікарбонат) | голос          |
| 2008      | Ананасовий експрес        | Pineapple Express            | Дейл Дентон                             |                |
| 2008      | Спайдервік: Хроніки       | The Spiderwick Chronicles    |                                         |                |
| 2008      | Панда Кунг-Фу             | Kung Fu Panda                | Майстер Богомол                         | голос          |
| 2008      | Хортон                    | Horton Hears a Who!          | Мортон, блакитна миша                   | голос          |
| 2008      | Зак і Мірі знімають порно | Zack and Miri Make a Porno   | Зак                                     |                |
| 2007      | Трошки вагітна            | Knocked Up                   | Бен Стоун                               |                |
| 2007      | Суперперці                | Superbad                     | офіцер Майклз                           |                |
| 2007      | Шрек Третій               | Shrek the Third              |                                         | голос          |
| 2005      | Сорокалітній незайманий   | The 40-Year-Old Virgin       | Кел                                     |                |
| 2001-2002 |                           | Undeclared                   | Рон Гарнер                              | телесеріал     |
| 2001      | Донні Дарко               | Donnie Darko                 | Ріккі Дантфорт                          |                |
| 1999-2000 | Диваки і навіжені         | Freaks and Geeks             | Кен Міллер, член групи «навіжених»      | телесеріал     |